# Florent de Cahors
D'autres saints chrétiens portent le nom de Saint Florent. Plusieurs lieux portent également le nom de Saint-Florent.
Florent de Cahors ou saint Florent fut un des premiers évêques de la ville de Cahors entre la fin du IVe siècle et le début du Ve siècle. Il aurait succédé sur ce siège à saint Genou et à saint Sébaste.
C'est un saint fêté par l'Église le 4 juillet.